# Chinda
Chinda es un municipio del departamento de Santa Bárbara en la República de Honduras.

## Límites
| Orientación | Límite                                           |
| ----------- | ------------------------------------------------ |
| Norte       | Municipio de Concepción del Norte, Santa Bárbara |
| Norte       | Municipio de Trinidad, Santa Bárbara             |
| Sur         | Municipio de Ilama, Santa Bárbara                |
| Este        | Municipio de San Antonio de Cortés, Cortés       |
| Oeste       | Municipio de Trinidad, Santa Bárbara             |

## División Política
Aldeas: 10 (2013)
Caseríos:
| Código | Aldea                      |
| ------ | -------------------------- |
| 160901 | Chinda                     |
| 160902 | Barrio Nuevo o Chiquiguite |
| 160903 | El Limón                   |
| 160904 | El Retiro                  |
| 160905 | El Tule                    |
| 160906 | La Brea                    |
| 160907 | La Cuchilla                |
| 160908 | Platanares                 |
| 160909 | Río Cañas                  |
| 160910 | San Rafael                 |
|        | El Zapotal                 |
|        | La Majada                  |
|        | Caulotal                   |
|        | La Cueva La Ciénaga        |